# Billy the Kid Returns
Billy the Kid Returns è un film del 1938 diretto da Joseph Kane.
È un musical western a sfondo romantico statunitense con Roy Rogers.

## Produzione
Il film, diretto da Joseph Kane su una sceneggiatura di Jack Natteford, fu prodotto da Charles E. Ford per la Republic Pictures e girato nell'Iverson Ranch a Chatsworth, nel ranch di Corriganville a Simi Valley e nel Monogram Ranch, in California

## Colonna sonora
- The Dixie Instrument Song, The Man in the Moon Is a Cowboy, Parade Song e Sing a Little Song About Anything, parole e musica di Smiley Burnette e Eddie Cherkose
- Trail Blazin' e Born to the Saddle, parole e musica di Eddie Cherkose
- When Sun Is Setting on the Prairie, parole e musica di Eddie Cherkose e Alberto Colombo
- When I Camped Under the Stars, parole e musica di Vern Tim Spencer.[4]

## Distribuzione
Il film fu distribuito negli Stati Uniti dal 4 settembre 1938 al cinema dalla Republic Pictures. È stato distribuito anche in Germania con il titolo Billy the Kid kehrt zurück.

## Promozione
La tagline è: "MARSHAL of LAW...MASTER of MEN...he fights for right and the girl he loves! ".